# Anisocarpus
Anisocarpus je rod od nekoliko vrsta glavočika smješten u podtribus Madiinae, dio tribusa Madieae, potporodica Asteroideae. Sastoji se od dvije vrste trajnica rasprostranjenih po istočnim krajevima Sjeverne Amerike, od Britanske Kolumbije do Kalifornije.
Rod je opisan u Transactions of the American Philosophical Society, new series 7: 388–389. 1841.

## Vrste
1. Anisocarpus madioides Nutt.
2. Anisocarpus scabridus (Eastw.) B.G.Baldwin